# Formación Abanico
La Formación Abanico es una formación sedimentaria de 3 kilómetros (9 800 pies) de espesor expuesta en los Andes centrales de Chile, entre las regiones de Valparaíso, Metropolitana de Santiago y O'Higgins. La formación se ha ido depositando en un intervalo de tiempo desde el Eoceno hasta el Mioceno. El contacto de la Formación Abanico con su símil suprayacente del Mioceno, la formación Farellones, ha sido objeto de diferentes interpretaciones desde la década de 1960.

## Geología
La formación se distribuye formando dos franjas paralelas, ambas de forma alargada en dirección norte-sur, entre los 33–36° de latitud sur. La franja occidental limita al oeste con la depresión intermedia y la oriental con las unidades mesozoicas de la Cordillera Principal de los Andes. Está formada por tobas y brechas volcánicas con intercalaciones de lavas y sedimentitas clásticas, así como por calizas.
Los sedimentos se acumularon en la cuenca extensional de la formación Abanico en un contexto de orogenia andina. La inversión tectónica de hace 21 a 16 millones de años hizo que la cuenca colapsara y los sedimentos se incorporaran a las cordilleras andinas. La parte norte de la cuenca se invirtió antes que la parte sur. Se sabe que partes de la formación han experimentado metamorfismo de facies prehnita-pumpellyíta.

## Fósiles
La fauna Tinguiririquense es conocida por los fósiles encontrados en la Formación Abanico cerca del río Tinguiririca, en la región de O'Higgins. En la Formación Abanico se han encontrado fósiles de mamíferos terrestres de entre 30 y 20 millones de años de antigüedad, destacándose los notoungulados Typotheria, Interatheriidae (Ignigena minisculus y Antepithecus brachystephanus, Johnbell hatcheri y Santiagorothia chiliensis), Isotemnidae (Rhyphodon, Anisotemnus y Pleurostylodon), Archaeohyracidae, (Protarchaeohyrax, Pseudhyrax y Archaeotypotherium), Notostylopidae, Leontiniidae, Homalodotheriidae (Trigonolophodon y Periphragnis), y Notohippidae (Eomorphippus bondi, E. neilopdykei y Rosendo pascuali).
Los únicos depredadores reportados en el lugar son metaterios miembros de Sparassodonta, (Chlorocyon phantasma y Eomakhaira molossus). Otra familia registrada en la formación es Groeberiidae, representada por la especie Klohnia charrieri, que representa uno de los últimos miembros del extinto clado Gondwanatheria conocidos para Chile y Sudamérica. También se han registrado especímenes fósiles de Didolodontidae (cf. Ernestokokenia), Indaleciinae, Euphractinae (dos nuevas especies bautizadas Barrancatatus tinguiririquensis y Parutaetus chilensis), Chilecebus carrascoensis, Pseudoglyptodon chilensis, Polydolopidae (Polydolops abanicoi entre otros) y Didelphimorphia.